# 厨子戏子痞子
《厨子·戏子·痞子》（英語：The Chef, the Actor, the Scoundrel）中国大陆动作喜剧片，导演管虎，主演刘烨、张涵予、黄渤、梁静、田中千绘。

## 剧情
1940年代的民国（民国二十九年），日本731部队在中华民国华北地区投放细菌“虎烈拉”杀害当地人民，“虎烈拉”横行华北，不过日本自己的部队也开始感染。日本紧急从本土召来科学家克制细菌，北平全城封锁。四名燕京大学毕业生刘祖鸣、周一桐、李芳之、武红英开一家日本料理店，暗中获取解药，拯救华夏苍生。

## 演出
| 演员       | 角色       | 备注                                         |
| 刘烨       | 厨子       | 本名刘祖鸣，语言学家，通晓日语、德语，会医学 |
| 张涵予     | 戏子       | 本名周一桐，机械学家                         |
| 黄渤       | 痞子       | 本名李芳之，生物化学家                       |
| 梁静       | 老板娘     | 本名武红英，情报学家，记忆力强               |
| 席手辰     | 老子       |                                              |
| 田中千绘   | 柳田樱     | 日本人，与厨子等是燕京大学校友               |
| 大冢匡将   | 小笠原五郎 | 日军731部队陆军军医大佐                      |
| 高岛真一   | 菅井真一   | 日军731部队陆军中尉                          |
| 张鲁一     | 白川       |                                              |
| 王迅       | 眼镜       |                                              |
| 费振翔     | 二球       |                                              |
| 赵甦晨     | 三炮       |                                              |
| 美浓轮泰史 | 五十岚     |                                              |
| 日比野玲   |            |                                              |
| 木幡龙     |            |                                              |

## 曲目
- 主题曲《厨戏痞》，吴莫愁
- 插曲《爱爱爱爱》，吴莫愁
- 片尾曲《送别》，朴树

## 制作
该片背景设置在1940年代的北平城（今北京市）。
该片是管虎的首部商业化作品。

## 奖项
| 年份 | 作品                   | 奖项                                         | 是否得奖 | 备注  |
| ---- | ---------------------- | -------------------------------------------- | -------- | ----- |
| 2014 | 《厨子·戏子·痞子》管虎 | 第五届中国电影导演协会年度导演               | 提名     | [ 2 ] |
| 2014 | 《厨子·戏子·痞子》管虎 | 第4届豆瓣电影鑫像奖豆渣单元最渣导演          | 提名     |       |
| 2014 | 《厨子·戏子·痞子》刘烨 | 第14届华语电影传媒大奖观众票选最受瞩目男演员 | 提名     |       |